# Барима-Уейни
Барима-Уейни (на английски: Barima-Waini) е административен регион в Гвиана, Южна Америка.
Общата му площ е 20 339 км², а населението е 27 643 жители (по преброяване от септември 2012 г.). Намира се в северната част на страната.